# 3 tháng 1
Ngày 3 tháng 1 là ngày thứ 3 trong lịch Gregory. Còn 362 ngày trong năm (363 ngày trong năm nhuận).

## Sự kiện

### Trong Nước
- 1389 – Tin theo lời của Hồ Quý Ly, Thái thượng hoàng Trần Nghệ Tông cho bắt giam và tuyên chiếu phế truất Hoàng đế Trần Hiện, tức Trần Phế Đế, tức 6 tháng 12 năm Mậu Thìn.
- 1947 – Chính phủ của nước Việt Nam độc lập đã phải di chuyển lên Việt Bắc, Hà Nội đang chìm trong khói lửa chiến tranh. Vào thời điểm ấy, Marius Moutet là người Bác Hồ từng quen biết trong Đảng Xã hội Pháp, lúc này lại là Bộ trưởng Pháp quốc hải ngoại đang có mặt tại Hà Nội.
- 1977 – Ngày thành lập Học viện Quân sự cao cấp (nay là Học viện Quốc phòng).
- 1981 – Phó Thủ tướng Tố Hữu đã thay mặt Thủ tướng ký Quyết định số 03/CP thống nhất tên gọi các đơn vị hành chính cơ sở ở nội thành, nội thị.
- 2014 – Bộ Chính trị ban hành Chỉ thị số 33- CT/TW về tăng cường sự lãnh đạo của Đảng đối với việc kê khai và kiểm soát việc kê khai tài sản.

### Quốc Tế
- 684 – Hoàng thái tử Lý Hiển đăng cơ làm hoàng đế thứ tư của triều Đường, tức Đường Trung Tông, tức ngày Giáp Tý (11) tháng 12 năm Quý Mùi.
- 1431 – Jeanne d'Arc bị giao cho Giám mục Pierre Cauchon.
- 1815 – Áo, Anh Quốc, và Pháp thành lập một liên minh phòng thủ bí mật nhằm chống lại Phổ và Nga.
- 1861 – Nội chiến Hoa Kỳ: Delaware bỏ phiếu chống lại việc ly khai khỏi Hợp chúng quốc.
- 1868 – Minh Trị Duy tân tại Nhật Bản: Mạc phủ Tokugawa bị bãi bỏ; quyền lực về tay Satsuma và Chōshū.
- 1870 – Bắt đầu việc xây dựng Cầu Brooklyn tại thành phố New York, Hoa Kỳ.
- 1871 – Chiến tranh Pháp–Phổ: Trận Bapaume diễn ra tại Pháp.
- 1925 – Benito Mussolini tuyên bố ông nắm giữ quyền lực độc tài tại Ý.
- 1946 – Chính phủ Quốc dân Trung Hoa Dân Quốc thừa nhận Mông Cổ độc lập.
- 1958 – Liên bang Tây Ấn được thành lập từ 10 cựu thuộc địa của Anh Quốc tại vùng Caribe.
- 1959 – Alaska được nhận làm tiểu bang thứ 49 của Hoa Kỳ.
- 1961 – Hoa Kỳ đoạn tuyệt quan hệ ngoại giao với Cuba.
- 1962 – Giáo hoàng Gioan XXIII rút phép thông công nhà lãnh đạo Cuba Fidel Castro.
- 1966 – LaHabana được chọn làm trụ sở của tổ chức quốc tế mang tên Tổ chức đoàn kết nhân dân Á, Phi, Mỹ Latinh
- 1974 – Myanmar bắt đầu sử dụng một phiên bản quốc kỳ mới, phiên bản này chấm dứt sử dụng vào năm 2010.
- 1976 – Công ước Quốc tế về các Quyền Kinh tế, Xã hội và Văn hóa có hiệu lực.
- 1977 – Tập đoàn công nghệ Apple Inc. được hợp nhất.
- 1990 – Cựu tổng thống Panama Manuel Noriega đầu hàng quân đội Hoa Kỳ.
- 1994 – Hơn bảy triệu người từ các Bantustan cũ của chế độ Apartheid được nhận quyền công dân Nam Phi.
- 1997 – Trung Quốc tuyên bố sẽ dành 27,7 tỷ đô la Mỹ để chống xói mòn và ô nhiễm môi trường các lưu vực Trường Giang và Hoàng Hà.
- 2014 – Tàu thăm dò Curiosity của NASA đã quan sát được Sao Thủy đi qua Mặt Trời từ Sao Hỏa, đánh dấu lần đầu tiên quan sát được hiện tượng thiên thể quá cảnh từ bên ngoài Trái Đất.

## Sinh

### Việt Nam
- 1766 – Nguyễn Du, tác gia và chính trị gia triều Nguyễn Việt Nam, tức 23 tháng 11 năm Ất Dậu (m. 1820)
- 1832 – Nguyễn Phúc Miên Miêu, tước phong Trấn Định Quận công, hoàng tử con vua Minh Mạng (m. 1865)
- 1901 – Ngô Đình Diệm, chính trị gia người Việt Nam, tổng thống của Việt Nam Cộng hòa (m. 1963)
- 1912 – Nguyễn Thị Manh Manh, thi nhân người Việt Nam (m. 2005)
- 1913 – Phêrô Phạm Tần, giám mục người Việt Nam (m. 1990)
- 1930 – Hoàng Nguyên, nhạc sĩ người Việt Nam (m. 1973)
- 1947 – Ngô Thanh Hải, chính trị gia người Canada gốc Việt Nam
- 1982 – Nguyễn Linh Nga, diễn viên người Việt Nam
- 1984 - Thu Thủy, nữ ca sĩ người Việt Nam, cựu thành viên nhóm nhạc nữ Mây Trắng, thành viên cựu nhóm nhạc nữ H.A.T

### Các quốc gia khác
- 106 TCN – Cicero, chính trị gia và triết gia tại Đế quốc La Mã (m. 43 TCN)
- 1777 – Élisa Bonaparte, quý tộc người Pháp (m. 1820)
- 1836 – Sakamoto Ryōma, samurai và thủ lĩnh nổi dậy người Nhật Bản, tức 15 tháng 11 năm Ất Mùi (m. 1867)
- 1840 – Thánh Đamien, linh mục người Bỉ (m. 1889)
- 1883 – Clement Attlee, chính trị gia người Anh, thủ tướng của Anh Quốc (m. 1967)
- 1892 – J. R. R. Tolkien, nhà ngữ văn và tác gia người Anh (m. 1973)
- 1924 – André Franquin, nhà văn và họa sĩ truyện tranh người Bỉ (m. 1997)
- 1926 – George Martin, nhạc sĩ và nhà sản xuất nhạc người Anh
- 1929 – Gordon Moore, doanh nhân người Mỹ.
- 1933 – Long Boret, chính trị gia người Campuchia, thủ tướng của Campuchia (m. 1975)
- 1936 – Nicolai Rubtsov, nhà thơ tại Liên Xô (m. 1971)
- 1942 – László Sólyom, chính trị gia người Hungary, tổng thống của Hungary
- 1946 – John Paul Jones, người viết ca khúc, nhà sản xuất âm nhạc người Anh
- 1950 – Victoria Principal, diễn viên Nhật-Mỹ
- 1953 – Mohammed Waheed Hassan, chính trị gia người Maldives, tổng thống của Maldives
- 1956 – Mel Gibson, diễn viên, đạo diễn, nhà sản xuất, nhà kịch bản người Mỹ–Úc
- 1969 – Michael Schumacher, vận động viên đua xe ô tô người Đức
- 1973 – Sandro Fignolio, diễn viên, người mẫu người Venezuela, Mister World năm 1998
- 1975 – Maeda Jun, nhà văn, người viết lời bài hát, nhà soạn nhạc người Nhật Bản
- 1977 – Iizuka Mayumi, diễn viên lồng tiếng và ca sĩ người Nhật Bản
- 1983 – Precious Lara Quigaman, người mẫu, diễn viên người Philippines, Hoa hậu Quốc tế 2005
- 1987 – Adrián, cầu thủ bóng đá người Tây Ban Nha
- 1988 – Jonny Evans, cầu thủ bóng đá người Bắc Ireland
- 1989 – Anya Kop, người mẫu người Nga–Mỹ
- Không rõ – Tamiyasu Tomoe, diễn viên lồng tiếng và ca sĩ người Nhật Bản
- 1995 – Jisoo, ca sĩ Hàn Quốc, thành viên của nhóm nhạc Blackpink
- 1995 – Kim Seol–hyun, ca sĩ Hàn Quốc, thành viên của nhóm nhạc AOA

## Mất

### Việt Nam
- 1850 – Doãn Uẩn, danh thần nhà Nguyễn, Việt Nam (s. 1795)
- 1904 – Nguyễn Phúc Trinh Thận, phong hiệu Lại Đức Công chúa, công chúa con vua Minh Mạng (s. 1826)
- 2017 – Nguyễn Thanh Châu, Hải quân Phó Đề đốc, Chuẩn tướng Quân lực Việt Nam Cộng hòa (Sinh 1933)

### Các quốc gia khác
- 235 – Giáo hoàng Antêrô
- 323 – Tư Mã Duệ, tức Tấn Nguyên Đế, hoàng đế của triều Đông Tấn, tức ngày Kỉ Sửu (10) tháng 11 nhuận năm Nhâm Ngọ (s. 276)
- 492 – Giáo hoàng Fêlix III
- 1322 – Philippe V, quốc vương của Pháp
- 1501 – Ali–Shir Nava'i, chính trị gia, nhà ngôn ngữ học, họa sĩ, nhà ngôn ngữ học người Đột Quyết Trung Á (s. 1441)
- 1717 – Maria Sibylla Merian, nhà nữ tự nhiên học người Đức gốc Thụy Sĩ
- 1858 – Henry Darcy, kĩ sư Pháp (s. 1803)
- 1917 – Henri Émile Sauvage, nhà cổ sinh vật học người Pháp (s. 1842)
- 1931 – Joseph Joffre, tướng lĩnh người Pháp (s. 1852)
- 1979 – Conrad Nicholson Hilton, doanh nhân người Mỹ (s. 1887)
- 1989 – Sergei Lvovich Sobolev, nhà toán học người Nga (s. 1909)
- 2020 – Qasem Soleimani (s. 1957)
- 2021 – Tanya Roberts, dien viên Mỹ (s. 1955)
- 2022 – Oussou Konan Anicet, cầu thủ bóng đá người Bờ Biển Ngà (s. 1989)

## Ngày lễ và kỷ niệm
- Ngày truyền thống Học viện Quốc phòng (từ năm 1977)
- Ngày truyền thống của ngành Lưu trữ Việt Nam. (từ năm 2008)